# Leodamas playthoracicus
Leodamas playthoracicus is een borstelworm uit de familie Orbiniidae. Het lichaam van de worm bestaat uit een kop, een cilindrisch, gesegmenteerd lichaam en een staartstukje. De kop bestaat uit een prostomium (gedeelte voor de mondopening) en een peristomium (gedeelte rond de mond) en draagt gepaarde aanhangsels (palpen, antennen en cirri).
Leodamas playthoracicus werd in 2003 voor het eerst wetenschappelijk beschreven door Lopez, Cladera & San Martin.